# Schlacht von Turnhout (1597)
Westeuropa

Oosterweel – Dahlen – Heiligerlee – Jemgum – Jodoigne – Le Quesnoy – Brielle – Mons – Goes – 1. Mechelen – Naarden – Middelburg – Haarlem – Alkmaar – Geertruidenberg – Leiden – Delft – Valkenburg – Mooker Heide – Schoonhoven – Zierikzee – 1. Antwerpen – Gembloux – Rijmenam – 1. Deventer – Borgerhout – 1. Maastricht – 2. Mechelen – 1. Steenwijk – Kollum – 1. Breda – Noordhorn – Niezijl – Lochem – Lier – Eindhoven – Steenbergen – Ghent – Aalst – 2. Antwerpen – IJsseloord – Empel – Boksum – 1. Grave – 1. Venlo – Axel – Neuss – 1. Rheinberg – Zutphen – 1. Sluis – 1. Bergen-op-Zoom – 2. Geertruidenberg – 2. Breda – 2. Zutphen – 2. Deventer – Delfzijl – Knodsenburg – 1. Hulst – Nijmegen – Rouen – Caudebec – 2. Steenwijk – 1. Coevorden – 3. Geertruidenberg – 2. Coevorden – Groningen – Huy – 1. Groenlo – Lippe – Calais – 2. Hulst – Turnhout – 2. Rheinberg – 1. Moers – 2. Groenlo – Bredevoort – Enschede – Ootmarsum – 1. Oldenzaal – 1. Lingen – 1. Schenckenschans – Zaltbommel – Rees – San Andreas – Nieuwpoort – 3. Rheinberg – Ostende – 1. 's-Hertogenbosch – 2. Grave – Hoogstraten – 3. Sluis
Zwölfjähriger Friede

2. Lingen – 3. Groenlo – Aachen – Jülich – 2. Bergen op Zoom – Fleurus – 3. Breda – 2. Oldenzaal – 4. Groenlo – 2. 's-Hertogenbosch – Slaak – 2. Maastricht – Leuven – 2. Schenkenschans – 4. Breda – 2. Venlo – Kallo – 3. Hulst
Europäische Gewässer

Vlissingen – Borsele – Haarlemmermeer – Zuiderzee – Schelde – Lillo – Ponta Delgada – Bayona Islands – Golf von Almería – 1. Cadiz – Azoren – Straße von Dover – 2. Sluis – 1. Kap St. Vincent – 1. Gibraltar – 2. Gibraltar – 2. Cadiz – Lizard Point – Dünkirchen – Calais – Downs – 2. Kap St. Vincent – 2. St. Martin
Amerika

Bahia – Matanzas – St. Martin – San Juan – Abrolhos – Pernambuco – Südchile
Ostindien

Playa Honda – 1. San Salvador – 2. San Salvador – La Naval de Manila – Puerto de Cavite
Die Schlacht von Turnhout fand 1597 während des Achtzigjährigen Krieges statt, in dem sich die Niederländer ihre Unabhängigkeit von der Spanischen Krone erkämpften. Das Schlachtfeld befand sich in der Nähe der Stadt Turnhout im heutigen Belgien. Befehlshaber der Holländer war Moritz von Nassau, die Spanier wurden von Philibert de Rye, Comte de Varax kommandiert. Die Schlacht endete mit einer Niederlage der Spanier.

## Prolog
Während des Achtzigjährigen Krieges plünderten die Holländer unter Moritz von Oranien Brabant. Im Januar 1596 war der Erzherzog Albrecht von Österreich spanischer Statthalter geworden, war aber auch im Krieg mit Frankreich. Prinz Moritz hatte bereits einige Festungen am Rhein erobert. Um die Plünderungen der Holländer zu unterbinden, schickte Erzherzog Albrecht den Grafen von Varax mit 4000 Mann und 500 Reitern nach Turnhout. Prinz Moritz beschloss, den Grafen zu vertreiben und sammelte seine Armee in Dordrecht und Geertruidenberg. Von dort setzte er sich am 21. Januar 1597 in Marsch. Seine Armee bestand aus 6.000 Mann und 800 Reitern sowie zwei Kartaunen und zwei leichten Geschützen. Die Armee erreichten am 24. Januar Turnhout; die Spanier hatten aber die Annäherung bemerkt und sich frühzeitig zurückgezogen.

## Schlacht
Die Holländer beschlossen, die Spanier zu verfolgen. Diese zogen sich in drei Kolonnen zurück, gedeckt durch Kavallerie, der Train mit dem Gepäck wurde nach Herentals vorausgeschickt. Um die Nachhut zu vertreiben, schickte Moritz 200 Mann Garde-Infanterie, aber nur wenig Kavallerie. Nach einem dreistündigen Gefecht war auch die Kavallerie unter Hohenlohe und Solms herangerückt. Moritz ließ sie die spanischen Truppen umgehen. Sobald die spanische Kavallerie das bemerkte, flüchtete sie. Ein deutsches Regiment unter dem Grafen Sulz, das die holländischen Reiter aufhalten wollte, wurde zerstreut, ebenso ein neapolitanisches unter dem Marquis de Treviso, das zur Verstärkung eilte; viele Soldaten gerieten in Gefangenschaft.

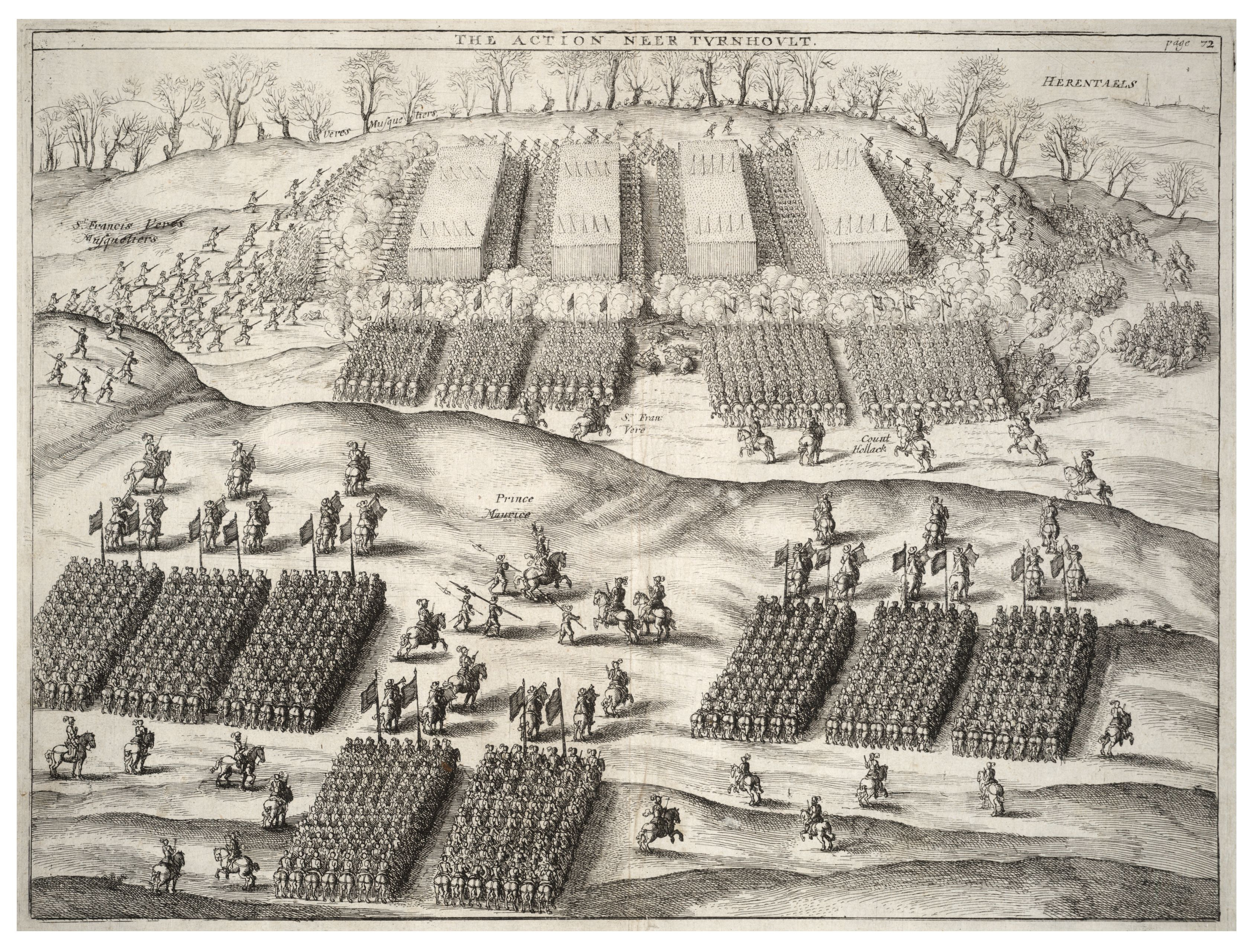
Die feindlichen Schlachtreihen; in der Mitte Prinz Moritz zu Pferd; Stich von Wenzel Hollar

Anschließend griff die Reiterei die mittlere Kolonne an, die aus zwei Regimentern spanischer Veteranen mit dem Grafen Varax an deren Spitze bestand. Varax fiel gleich im ersten Ansturm. Die Spanier konnten nicht nach Herenhals fliehen, da der Train die Wege blockierte, und mussten sich daher dem nachrückenden Fußvolk stellen. Der Widerstand der Spanier wurde gebrochen, und die Holländer begannen zu plündern, als die spanische Reiterei unter dem Italiener Nicolo Basta († 1605) zurückkehrte. Die holländische Kavallerie floh, die Infanterie stand alleine. Prinz Moritz gelang es, einige Schwadrone wieder zu sammeln und die Spanier zu vertreiben. Es fielen 2000 Spanier auf dem Schlachtfeld, 400 gingen in Gefangenschaft, außerdem verloren die Spanier 38 Fahnen und eine Standarte sowie das gesamte Gepäck.
Wichtig war hier eine neue Strategie für die Kavallerie. Sie schoss in Gefechtsordnung mit schweren Pistolen auf die Tercios der Spanier, ohne in deren Reichweite zu kommen.
Prinz Moritz hatte so die Kontrolle über die östlichen Provinzen erlangt. Die Spanier schlossen am 2. Mai 1598 im Vertrag von Vervins Frieden mit Frankreich, erst dann konnten sie sich gegen Moritz wenden.